# Lista localităților din Slovenia (E)
Lista localităților din Slovenia care încep cu litera  E.
Lista localităților:
A -
B -
C -
Č -
D -
E -
F -
G -
H -
I -
J -
K -
L -
M -
N -
O -
P -
R -
S -
Š -
T -
U -
V -
Z -
Ž
| Localitate | Cod poștal | Oficiu poștal | Občina |
| ---------- | ---------- | ------------- | ------ |
| Erzelj     | 5721       | Vipava        | Vipava |